# Pita Alatini
Pita Faiva-ki-moana Alatini (Nukuʻalofa, 11 aprile 1976) è un ex rugbista a 15 neozelandese di origine tongana, tre quarti centro degli All Blacks alla Coppa del Mondo di rugby 1999.

## Biografia
Nato a Tonga e cresciuto ad Auckland con tutta la sua famiglia, Alatini esordì nel campionato provinciale neozelandese nelle file di Counties Manukau nel 1995, lo stesso anno del suo debutto internazionale nelle file di Tonga in un test match contro Samoa.
Nel 1996 esordì nel Super Rugby nelle file dei Crusaders, e l'anno successivo fu ingaggiato dalla provincia di Southland, con relativa annessione alla franchise degli Chiefs.
Nel 1998, passato il periodo di tre anni dall'unica convocazione per Tonga, ridivenne idoneo a giocare per la Nuova Zelanda, e nel 1999 debuttò con gli All Blacks in un test match a Wellington contro la Francia; prese successivamente parte alla Coppa del Mondo di rugby 1999 disputando, fino a tutto il 2001, 17 incontri internazionali.
Nel 2004 si trasferì in Giappone al Suntory Sungoliath e due stagioni dopo ai Seawaves di Kamaishi, dove trascorse sei anni; in occasione del terremoto di Tōhoku del 2011, che provocò circa 500 morti nella città dove giocava, decise di non tornare in patria per dare aiuto agli abitanti di Kamaishi.
Nel 2012, dopo otto anni in Giappone, smise l'attività agonistica e tornò in Nuova Zelanda con sua moglie e i tre figli.
Alatini vanta anche tre inviti nei Barbarians, tutti nel 2002 per una serie di incontri di fine stagione.